# Jak X: Combat Racing
『Jak X: Combat Racing』（ジャックエックス コンバットレーシング）は、2005年10月18日にソニー・コンピュータエンタテインメント（SCE）によって北米などで発売されたPlayStation 2用レースゲーム。開発はノーティドッグ。
ジャック×ダクスターシリーズの第4作目。日本未発売。

## 概要
『Jak X』は前3作と異なり、一貫してレースのみを行う。シリーズのストーリーとしては一旦完結を迎えた『Jak 3』の1年後という設定。本筋のストーリーは存在するものの、事実上プレイヤーが行うのはレースのみで、アドベンチャーステージは存在せず、メニューからレースコースを選択する形式である。また、BGMはポップス系のハイテンポな曲がほとんどで、以前の作品にあった神秘的な雰囲気は皆無と言える。
また、シリーズで唯一「ローディング」表示がある。
『Jak 3』と違い、アジア向けのローカライズ版が1つも作られなかったため、本作を日本語版PlayStation 2でプレイすることはできない。
シリーズの1作目、2作目、3作目をアクションゲームとして発売し、4作目をレースゲームにシフトして世に送り出す経緯は、同じくノーティドッグが開発したクラッシュ・バンディクーシリーズと似通っている。

## ストーリー
かつてヘブンシティの裏社会を牛耳っていた犯罪王クルーの遺言状場が公開される事になり、ジャックらはその会場に招待される。クルーの娘だという女性Raynにすすめられた飲み物を飲み終わると、クルーのホログラムが現れ、その飲み物に毒が盛られていた事を告げる。解毒剤を手に入れるためには、各シティで行われるCombat Racingのグランプリに優勝しなくてはならない。ジャック、トーン、アシュリンらは、解毒剤を手に入れるためにレースに参加することになる……。

## 基本システム
- レースをある程度進める度に、マシンのアップグレードパーツを入手できる他、レース終了時にもらえる「オーブ」を支払い、直接マシンを強化することもできる。プレイヤーは、自分のマシンを武装・強化し、ライバルを攻撃しながらレースを進めていく。
- 今作では、第1作『旧世界の遺産』に登場した各種エコが再登場している。また、特定の条件を満たすと、ダークエコによってパワーアップした武器を使えるようになる。
- 全作品に登場しているプリカーソル・オーブは、通貨としての役割を担っている。各レースでのプレイヤーの成績に応じて、レース終了後に一定数のオーブがもらえる。ガレージに戻り、それらのオーブでマシンの追加パーツを購入する。
- その他にも 第1作における最重要アイテムであったパワーセルが別の形で再登場している。

## レース
作中でKras City Grand Championshipと呼ばれる、ジャック達の住む世界で最も人気のある競技。4つのエコの色を冠した大会で構成されている。各ステージ毎に複数の競技種目が用意されており、そこで勝利してメダルを獲得するのがゲームの主な流れとなる。一定量のメダルを獲得すると予選及び決勝戦に進み、これに勝利する事でグランプリを獲得し、より難易度の高い大会に進んでいく。
Artifact race
ステージ内に落ちているプリカーソル文明のオブジェを拾い集め、その数を競う。
Capture
ステージ内に落ちているパワーセルを拾い、自分の陣地に運ぶ。パワーセルを持っているマシンを破壊して奪う事も可能。
Circuit race
ランダムで選ばれた6人のレーサーと共にサーキットを周回し、一位を狙う。
Death race
前方を走る自動操縦のマシン（Drone）を攻撃して破壊し、一定時間内でのスコアを稼ぐ。
Deathmatch
他のレーサーと戦い、撃破数を競う。時間内に定められた撃破数に達した、または最も多くライバルを倒した者が勝利となる。
Freeze rally
時間を止める効果のあるオブジェを拾いつつ、時間内での完走を目指す。オブジェは効果の持続時間毎に2秒、5秒、10秒の三種類。
Rush hour
正面から向かってくる無人機に体当たりしてポイントを稼ぐ。緑の無人機で1ポイント、青の無人機で2ポイント獲得となるが、赤の無人機に触れると爆発してダメージを受ける。
Sport hunt
ステージ内を動くロボットを破壊し、その数を競う。
Turbo dash
コース上に配置されたパワーセルを広い、走行時のエネルギーを充填した数を競う。

## レースコースに登場するアイテム
Green Eco（緑のエコ）
これまでの作品同様「命を司るエコ」という位置づけは変わらず、取るとマシンに蓄積していたダメージが一定量回復する。
Blue Eco（青のエコ）
動きを司るエコ。取ると加速エネルギーゲージが溜まっていき、好きなタイミングでエネルギーを消費することでマシンの急激な加速が可能になる。
Red Eco（赤のエコ）
後方攻撃用の火器、いわゆる「地雷」アイテムと同じ効果をもち、一回取るごとに1つのアイテムが手に入る。地雷そのものの他に、固定式の砲台、シールド、煙幕等、後方のライバルを妨害する多彩なアイテムがあり、一部はライバルがプレイヤーに向けて放った攻撃をブロックする効果を持っている。
Yellow Eco（黄のエコ）
こちらは前方攻撃用の「ミサイル」アイテム。ミサイルそのものの他に、連射が可能なマシンガンや、複数の敵を爆撃できる手榴弾、一撃必殺の雷撃ピース・メーカーなども入手可能。
Power Cells（パワーセル）
特定のレース形式のみに登場。取ると特殊なメーターが現れ、メーターが満タンになるまで加速し続けることが可能になる。メーターが満タンになるまで加速すると、パワーセルを1つ消費したとしてカウントされる。消費されたパワーセルはマシンから射出され、ライバルを攻撃する事ができる。

## キャラクター

### Jakチーム
Jak（ジャック）
本シリーズの主人公。以前の作品では、体術の腕に長けており、銃やビークルも使いこなす戦士として描かれていたが、本作ではレーサーとして活躍する。
髪がかなり短くなっており、以前と比べて身長がかなり伸びたように描写されている（公式設定では身長185cmである）。レース中はこれまでのようにダクスターを肩に乗せることはない。
Daxter（ダクスター）
ジャックの相棒。レース中はジャックの肩ではなく、ジャックが運転するマシンのウイング部分にしがみついている。『Jak 3』のエンディングで手に入れた彼専用のジーパンを常時着用している。
シークレットで「Daxtermobile」というダクスター型のマシンを使用可能にすることができる。
Samos The Sage（セイジィ）
ジャックとダクスターの師匠。ジャックとダクスターが大人になったからか、以前のように彼らを怒鳴ることはない。その影響もあり、本作での出番は乏しい。娘であるケイラの事を案じており、レースへの参加を禁じている。
Keira（ケイラ）
セイジィの娘でメカニックの天才。シリーズのヒロインであるにもかかわらず、前作『Jak 3』では出番が極端に少なかったが、本作ではそれなりに登場。才能を生かし、ジャックをサポートする。終盤には自らもレースに参加する。
Torn（トーン）
かつてのアンダーグラウンドのナンバー2。顔に入れ墨のある男。今回はレーサーとして序盤から参戦する。
Ashelin（アシュリン）
ヘブンシティを指揮する女隊長。トーンと同じく、レーサーとして序盤から参戦する。
Sig（ジーグ）
これまでジャックらと幾多のミッションを共に切り抜けてきた勇敢な戦士。前作でジャックの父デイモスからSpargusの王位を受け継いだ。クルーの陰謀とは無関係だが、友人たちの危機に駆けつけ、中盤からレースに参戦する。

### Mizoチーム
Mizo（ミゾ）
Kras Cityの裏社会に君臨し、レースを支配する人物。Cutter、Edje、Shivを雇い、レースをさせていた。ストーリー終盤まで姿を現さず、その正体は謎に包まれている。
Razer（レイザー）
元チャンピオンの凄腕レーサー。真っ赤なコートに身を包み、常にタバコを手にしている。ジャックたちの最大の強敵として立ちはだかる。
Kleiver（クリーヴァー）
Spargus City出身。嫌味ったらしい性格は前作と変わらずである。ストーリー中盤、前作でジャックから受けた雪辱を果たすべくMizo側でレースに参戦する。
Cutter（カッター）
Mizoのチームに属するエンジニア。鉄の仮面で素顔を隠しており、『Jak 3』に登場した無法者の一人と思われるが詳細は不明。序番からレースに参加する。
Edje（エッジ）
Mizoのチームのメンバーの1人。Cutter同様序番から登場する。
Shiv（シヴ）
Mizoのチームのメンバーの1人。Spargus City出身のレーサー。Cutter、Edjeらとともに序番から登場。
UR-86
ストーリー中盤からレースに参戦するロボット。『Jak 3』に登場したKrimzon Death Botの内の1体で、バロン軍の赤いカラーをしている。

### その他
G.T. Blitz（G.T.ブリッツ）
軽快なノリでレースの司会進行を務めるエンターテイナー。レース中の実況も彼が行っている。
Rayn（レイン）
クルーの娘。クルーと違ってかなりの美人。ジャックたち諸共に父親の用意した毒薬を飲まされ、チームのスポンサーとしてレースに必要な設備を用意する。中盤からは自身もレースに参加する。
Pecker（ペッカー）
ダクスター同様しゃべることのできる鳥。軽い口調や発言は相変わらずである。何故かG.T. Blitzのアシスタントとして一緒にレースの実況を行っている。
本来は預言者オニンの通訳係だが、そのオニンは本作には登場しない。
Krew（クルー）
今回のレース騒動を引き起こした張本人。以前同様、超肥満体である。
本来『ジャック×ダクスター2』で死亡しているが、ホログラムとして登場する。

### シークレットレーサー
本作では、PS2にセットされたメモリーカード内の他のゲームのセーブデータ、およびUSBケーブルで接続したPSP内のゲームデータを読み込むことで、読み込み元のゲームのキャラクターをレーサーとして出現させることが可能である。特定のモードでそれらのキャラクターをプレイヤーキャラクターとして使用可能になる。ただし、日本語版のセーブデータを読ませることはできない。
これらのシークレットキャラクターはストーリー本編には登場せず、ストーリー無関係のカジュアルレースで遊ぶ際にセレクト可能となる。
Jak I（ジャック1）
『旧世界の遺産』姿のジャック。
PS2ソフト『Jak and Daxter: The Precursor Legacy』（邦題：ジャック×ダクスター 旧世界の遺産）のセーブデータを読み込むことで使用可能になる。
Jak II（ジャック2）
『Jak II』姿のジャック。
PS2ソフト『Jak II』（邦題：ジャック×ダクスター2）のセーブデータを読み込むことで使用可能になる。
Jak III（ジャック3）
『Jak 3』姿のジャック。
PS2ソフト『Jak 3』（日本未発売）のセーブデータを読み込むことで使用可能になる。
Ratchet（ラチェット）
ラチェット&クランクシリーズの主人公。
ラチェット&クランクシリーズの第4作『ギリギリ銀河のギガバトル』におけるラリタリウムのバトルスーツをまとって登場。
PS2ソフト『Ratchet: Deadlocked』（邦題：ラチェット&クランク4th ギリギリ銀河のギガバトル）のセーブデータを読み込むことで使用可能になる。相棒のクランクは登場しない。
Kaeden
Osmo Drawers
Taryn
Ximon Drawers
上の4名は本作の約半年後にPlayStation Portableで発売されたシリーズ第5作『Daxter』に登場するキャラクターである。詳細はDaxter#キャラクターを参照。

## ステージ
ステージは大きく４つのエリアに分けられ、各エリア内は道路を走りながら競技を行うレーストラックと一定の範囲のフィールド上でライバルと対戦するアリーナ(Arena)の2種類に分けられる。また、トラックはそれぞれのエリア毎に基本的な3つのオリジナルトラックに加え、その内の2つを組み合わせたメドレー(Medley)が2種類、更に3つ全てのトラックを繋ぎ会わせて一つの長大なコースにしたツアー(Tour)の合わせて5種類がある。

### Spargus City（スパーガスシティ）
『3』に登場した砂漠の民の町。その規模は前作よりも遥かに広い。マグマや水流等、走行を阻む障害物が多い。
スパーガスの市街地を走るサーキット以外にも、町の外にある古代遺跡の中を走るPrecursor Temple（プリカーソル寺院）、鉱道と狭い渓谷が連なるCanyon Run（峡谷走路）がある。また、海岸を発して渓谷と市街地を周回するBeachfront Drive（海辺街道）、遺跡と市街地を周回するBadland Sanctuary（荒地の聖域）のメドレー、3つのトラック全てを一つに繋げたNorthern Tourの5つのコースがある。
バトルアリーナはWasteland Isle（ウェイストランドの小島）と砂を敷き詰めたDesert Arena（砂の闘技場）の2種類。

### Kras City（クラスシティ）
高層ビルが林立し、ネオン街が広がる海上都市。今作で初登場。Combat Racingの中心地だが、犯罪や不正が横行し、シンジケートのボスであるMizoが実質的な支配者となっている。４つのエリアの中では比較的平易なコースが多い。
街の中を走るサーキットに加えて、郊外に敷設された高速道路を走るDethdrome（死の走路）、コンテナが積み上げられた貨物ターミナルを抜けるLoading Docks（積載波止場）のコースがある他、市街地とターミナルを周回するWaterfront Loop（水辺の環状線）、Deathdromeと波止場を周回するSeaport Strip（港湾通り）、3つのコース全てを繋げたWestern Tourがある。
アリーナはぬかるんだ地面のDirt Stadium（泥の競技場）と多数の彫像等が建つMar Coliseum（マール・コロシアム）

### Heaven City（ヘブンシティ）
『2』『3』の主要な舞台となった城塞都市。スタジアムを含め、前作で廃墟となっていた部分は復興されている。全体的に急カーブやコーナーの多い地形で、髙難度のテクニックを要する。
ダスティエリアやインダストリアルエリア等、ファンにはお馴染みとなった市街地を走るコースに加えて、町の外に広がる密林を走るForbidden Jungle（禁断の森）、町の地下に張り巡らされたSewer Raceway（下水争路）がある。メドレートラックは町の東半分と排水溝を周回するWaterworks Circuit（上水サーキット）と町の西半分と森を周回するCity Outskirts（街の郊外）に分かれており、3つのサーキット全てを繋げるとEastern Tourとなる。
アリーナはClifftop Battlefield（崖の上の戦場）と第2作のポンプステーションに似たインフラ設備が建つAtoll Arena（岩礁アリーナ）

### Icelands（アイスランド）
雪の降り積もる山岳地帯。今作初登場で、全エリアの中で最も広大。カーブや起伏が少なく比較的単調だが、一つ一つのコースが長い。
全コース中最短のFrozen Speedway（氷漬けの速道）、険しい山間の峠道Mountaintop Highway（山頂ハイウェイ）、マローダーの要塞とその周辺の村々を巡るIcebound Citadel（氷結城塞）、城塞のある平地と山中を周回するTimberline Track（生存限界トラック）、例外的に他のトラックから完全に独立したGlacier Alley（氷河の小路）のメドレーと全てのトラックを繋げたSouthern Tourがある。
アリーナは山奥にある盆地Ice Pitの一種類のみ。